# Jiju
Jiju (kinesiska: 吉居乡, 吉居) är en socken i Kina. Den ligger i provinsen Sichuan, i den sydvästra delen av landet, omkring 320 kilometer sydväst om provinshuvudstaden Chengdu. Antalet invånare är 2 127. Befolkningen består av 1 019 kvinnor och 1 108 män. Barn under 15 år utgör 23,0 %, vuxna 15-64 år 66 %, och äldre över 65 år 9,0 %.
Genomsnittlig årsnederbörd är 1 176 millimeter. Den regnigaste månaden är juni, med i genomsnitt 279 mm nederbörd, och den torraste är januari, med 4 mm nederbörd.